# Satondella
Satondella là một chi ốc biển, là động vật thân mềm chân bụng sống ở biểns trong họ Scissurellidae.

## Các loài
Các loài trong chi Satondella gồm có:
- Satondella brasiliensis (Mattar, 1987)
- Satondella cachoi Luque, Geiger & Rolán, 2011
- Satondella danieli Segers, Swinnen & Abreu, 2009
- Satondella dantarti Luque, Geiger & Rolán, 2011
- Satondella minuta Bandel, 1998[2]
- Satondella senni Geiger, 2003[3]
- Satondella tabulata (Watson, 1886)